# 戴己
戴己（？—？），己姓，谥戴，莒国人，是孟穆伯的妻子，孟文伯的生母，声己的姐姐。戴己死后，孟穆伯又去莒国行聘礼，莒国人认为声己应该成为继室而辞谢了他。